# 大岡山
大岡山（日语：／ Ōokayama */?）是東京都目黑區的町名，設大岡山一丁目與二丁目。2013年7月為止的人口有6,748人。郵遞區號152-0033。

## 地理
大岡山是目黑區南部、呑川旁台地（荏原台）東方的小丘，呑川面多陡坡。
北鄰平町，東北接南，東連大田區北千束，南通大田區石川町，西接綠丘。二丁目南部至大田區石川町一丁目是東京工業大學校地。北部以住宅地為主。

### 廣域地名
廣域的「大岡山」還包含了東急目黑線、東急大井町線大岡山站南邊商店街的大田區北千束。

## 歷史
明治22年（1889年），本地屬碑衾町大字衾字名平南大岡山、平北大岡山、平鐵飛、平中里、谷二枚橋。昭和40年實施住居表示，成立現行的大岡山一丁目、二丁目。
原由樹林覆蓋的大岡山地域，在大正12年（1923年）3月目蒲線開通與大岡山站開業後開始發展。大正13年（1924年）4月，藏前的東京高等工業學校（現在的東京工業大學）移至大岡山。昭和2年（1927年），大井町線（大井町、大岡山之間）開通，大岡山站成為目蒲線（現在的目黑線）與大井町線的連接站，車站北側發展為商店街，面對呑川的台地發展為高級住宅區。

### 地名由來
這座小丘屬大地主岡田家所有而得名。

## 學園都市
- 東京工業大學：1881年於淺草區（現：台東區）藏前設立的東京職工學校在1924年遷校至此。目蒲線（現：東急目黑線）開通與沿線的開發，東急將大岡山發展為學園都市。

## 備註
1. ↑  .   [2013-08-05]. （原始内容存档于2020-05-03）.
2. ↑  .   [2013-08-05]. （原始内容存档于2011-07-17）.